# 河内長野市立千代田小学校
河内長野市立千代田小学校（かわちながのしりつ ちよだ しょうがっこう）は、大阪府河内長野市にある公立小学校。

## 沿革
明治時代初期に当時の錦部郡市村新田に設置された学校を起源としている。当初は村の名前から「市新野小学校」と名乗っていたが、村が千代田村に改称されたことや現在地への移転を機に、1917年に「千代田小学校」となった。

### 経歴
- 1873年（明治6年）4月17日 - 河内国第六番小学校として、錦部郡市村新田に開校。
- 1874年（明治7年）4月1日 - 現在の河内長野市立小山田小学校を分離。
- 1875年（明治8年）4月1日 - 錦部郡市村新田小学校に改称。
- 1888年（明治21年）4月 - 錦部郡市村新田簡易小学校に改称。
- 1890年（明治23年）4月 - 錦部郡市新野尋常小学校に改称。
- 1896年（明治29年）4月1日 - 郡の合併により、南河内郡市新野尋常小学校と称する。
- 1910年（明治43年） - 高等科を併置。南河内郡市新野尋常高等小学校と改称。
- 1917年（大正6年）12月27日 - 現在地に移転、南河内郡千代田尋常高等小学校に改称。
- 1941年（昭和16年）4月1日 - 国民学校令により、南河内郡千代田国民学校に改称。
- 1947年（昭和22年）4月1日 - 学制改革により、長野町立千代田小学校に改称。
- 1954年（昭和29年）4月1日 - 河内長野市発足により、現校名に改称。
- 1961年（昭和36年）7月17日 - プールの竣工式挙行（プール開き）。
- 1964年（昭和39年） - この年から1970年（昭和45年）にかけて、校舎の増改築、新築を繰り返し現在に至る。
- 1970年（昭和45年）7月17日 - 体育館完成。
- 1973年（昭和48年）4月1日 - 河内長野市立楠小学校を分離。
- 2013年（平成25年） - 校舎耐震工事実施。

## 通学区域
- 河内長野市
  - 汐の宮町・千代田南町・木戸東町・木戸1丁目～3丁目。
  - 木戸町・向野町・市町のそれぞれ一部。

卒業生は基本的に河内長野市立千代田中学校に進学する。

## 交通
- 千代田駅（南海高野線）より約600m。
- 汐ノ宮駅（近鉄長野線）より約950m。
- 南海バス・モックルコミュニティバス「千代田小学校前」下車。

## 出身有名人
- 吉村洋文大阪府知事
- 宮出千慧参議院議員